# Joaquim Fonsdeviela
Joaquim Fonsdeviela (Saragoça, 12 de dezembro de 1730 - Madrid, 23 de março de 1798) foi Vice-rei de Navarra. Exerceu o vice-reinado de Navarra entre 1795 e 1797. Antes dele o cargo foi exercido por Paolo de Sangro Gaetani d'Aragona y Merode. Seguiu-se-lhe Jerónimo Girón y Moctezuma.